# Carbonitrurazione
La carbonitrurazione è un processo metallurgico che consiste nell'investire pezzi di acciaio, riscaldati a temperature comprese fra 721 °C e 910 °C, con una miscela gassosa o liquida capace di cedere carbonio e azoto (UNI 5479-70).
In pratica la carbonitrurazione viene effettuata ad una temperatura di circa 775 °C.
Con una permanenza di 3/4 ore, si ottiene uno strato cementato profondo 0,10/0,15 mm.
Lo spessore carbonitrurato può variare da 0,05mm a 0,55mm.
La carbonitrurazione viene eseguita su pezzi di acciaio a basso tenore di carbonio. I pezzi, prima della carbonitrurazione, devono essere sottoposti a un trattamento di distensione.
Vantaggi:
- La carbonitrurazione non produce deformazioni e pertanto può essere eseguita su pezzi di piccolo spessore
- I pezzi carbonitrurati presentano, rispetto ai pezzi nitrurati, una maggiore resistenza all'usura a secco.
- Le superfici carbonitrurate possegono una minore tendenza all'ingranamento e perciò la carbonitrurazione è particolarmente indicata per le superfici di contatto dei pezzi dotati di moto relativo.
- L'indurimento dei pezzi carbonitrurati permane anche a temperature di circa 360 °C e pertanto la carbonitrurazione viene spesso preferita alla carbocementazione.